# Exoneurella setosa
Exoneurella setosa là một loài Hymenoptera trong họ Apidae. Loài này được Houston mô tả khoa học năm 1976.

## Hình ảnh

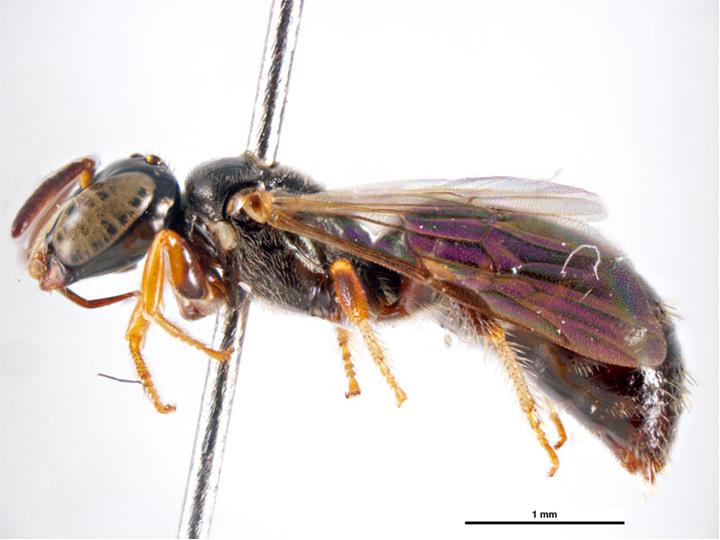